# Penthimia funebris
Penthimia funebris är en insektsart som beskrevs av William Lucas Distant 1918. Penthimia funebris ingår i släktet Penthimia och familjen dvärgstritar. Inga underarter finns listade i Catalogue of Life.